# Frans-Guyaans voetbalelftal (mannen)
Het Frans-Guyaans voetbalelftal is een team van voetballers dat Frans-Guyana vertegenwoordigt bij internationale wedstrijden, zoals de door de Caraïbische Voetbalunie (CFU) georganiseerde Caribbean Cup. Frans-Guyana is aangesloten bij de CFU en de CONCACAF. Omdat het een departement van Frankrijk is, is het niet aangesloten bij de FIFA.

## Deelname aan internationale toernooien
Frans-Guyana doet mee aan de Caribbean Cup, een toernooi dat tevens als kwalificatietoernooi geldt voor de Gold Cup. Frans-Guyana wist zich in 2016 voor het eerst te plaatsen voor de Gold Cup. In 1995 deed Frans-Guyana voor het eerst mee aan het hoofdtoernooi. In de groepsfase werd 3 keer verloren. Er werd gespeeld tegen Saint Vincent en de Grenadines (1–3), Kaaimaneilanden (0–1) en Antigua en Barbuda (1–2). Daarna deed het land in 2012 weer mee, dit keer werd 1 wedstrijd gewonnen. Door goals van Gary Pigrée en Rhudy Evens werd Jamaica verslagen met 2–1. 

### Gold Cup
| CONCACAF Gold Cup overzicht | CONCACAF Gold Cup overzicht | CONCACAF Gold Cup overzicht | CONCACAF Gold Cup overzicht | CONCACAF Gold Cup overzicht | CONCACAF Gold Cup overzicht | CONCACAF Gold Cup overzicht | CONCACAF Gold Cup overzicht | CONCACAF Gold Cup overzicht |
| Jaar                        | Ronde                       | Wed.                        | W                           | G                           | V                           | DV                          | DT                          | Kwal                        |
| --------------------------- | --------------------------- | --------------------------- | --------------------------- | --------------------------- | --------------------------- | --------------------------- | --------------------------- | --------------------------- |
| 1991                        | Niet gekwalificeerd         | Niet gekwalificeerd         | Niet gekwalificeerd         | Niet gekwalificeerd         | Niet gekwalificeerd         | Niet gekwalificeerd         | Niet gekwalificeerd         | Niet gekwalificeerd         |
| 1993                        | Niet gekwalificeerd         | Niet gekwalificeerd         | Niet gekwalificeerd         | Niet gekwalificeerd         | Niet gekwalificeerd         | Niet gekwalificeerd         | Niet gekwalificeerd         | Niet gekwalificeerd         |
| 1996                        | Niet gekwalificeerd         | Niet gekwalificeerd         | Niet gekwalificeerd         | Niet gekwalificeerd         | Niet gekwalificeerd         | Niet gekwalificeerd         | Niet gekwalificeerd         | Niet gekwalificeerd         |
| 1998                        | Niet gekwalificeerd         | Niet gekwalificeerd         | Niet gekwalificeerd         | Niet gekwalificeerd         | Niet gekwalificeerd         | Niet gekwalificeerd         | Niet gekwalificeerd         | Niet gekwalificeerd         |
| 2000                        | Niet gekwalificeerd         | Niet gekwalificeerd         | Niet gekwalificeerd         | Niet gekwalificeerd         | Niet gekwalificeerd         | Niet gekwalificeerd         | Niet gekwalificeerd         | Niet gekwalificeerd         |
| 2002–2003                   | Geen deelname               | Geen deelname               | Geen deelname               | Geen deelname               | Geen deelname               | Geen deelname               | Geen deelname               | Geen deelname               |
| 2005                        | Niet gekwalificeerd         | Niet gekwalificeerd         | Niet gekwalificeerd         | Niet gekwalificeerd         | Niet gekwalificeerd         | Niet gekwalificeerd         | Niet gekwalificeerd         | Niet gekwalificeerd         |
| 2007–2011                   | Geen deelname               | Geen deelname               | Geen deelname               | Geen deelname               | Geen deelname               | Geen deelname               | Geen deelname               | Geen deelname               |
| 2013                        | Niet gekwalificeerd         | Niet gekwalificeerd         | Niet gekwalificeerd         | Niet gekwalificeerd         | Niet gekwalificeerd         | Niet gekwalificeerd         | Niet gekwalificeerd         | Niet gekwalificeerd         |
| 2015                        | Niet gekwalificeerd         | Niet gekwalificeerd         | Niet gekwalificeerd         | Niet gekwalificeerd         | Niet gekwalificeerd         | Niet gekwalificeerd         | Niet gekwalificeerd         | Niet gekwalificeerd         |
| 2017                        | Groepsfase                  | 3                           | 0                           | 0                           | 3                           | 2                           | 10                          | (Kwal.)                     |
| 2019                        | Niet gekwalificeerd         | Niet gekwalificeerd         | Niet gekwalificeerd         | Niet gekwalificeerd         | Niet gekwalificeerd         | Niet gekwalificeerd         | Niet gekwalificeerd         | Niet gekwalificeerd         |
| 2021                        | Niet gekwalificeerd         | Niet gekwalificeerd         | Niet gekwalificeerd         | Niet gekwalificeerd         | Niet gekwalificeerd         | Niet gekwalificeerd         | Niet gekwalificeerd         | Niet gekwalificeerd         |
| 2023                        | Niet gekwalificeerd         | Niet gekwalificeerd         | Niet gekwalificeerd         | Niet gekwalificeerd         | Niet gekwalificeerd         | Niet gekwalificeerd         | Niet gekwalificeerd         | Niet gekwalificeerd         |
| 2025                        | Niet gekwalificeerd         | Niet gekwalificeerd         | Niet gekwalificeerd         | Niet gekwalificeerd         | Niet gekwalificeerd         | Niet gekwalificeerd         | Niet gekwalificeerd         | Niet gekwalificeerd         |

### CONCACAF Nations League
| 2019–20 | B | 6 | 2 | 2 | 2 | 8  | 4 | B |
| 2022–23 | B | 6 | 2 | 3 | 1 | 8  | 9 | B |
| 2023–24 | B | 6 | 3 | 1 | 2 | 10 | 6 | A |
| 2024–25 | A | 4 | 0 | 1 | 3 | 4  | 7 | B |

### Caribbean Cup
| Caribbean Cup overzicht | Caribbean Cup overzicht | Caribbean Cup overzicht | Caribbean Cup overzicht | Caribbean Cup overzicht | Caribbean Cup overzicht | Caribbean Cup overzicht | Caribbean Cup overzicht | Caribbean Cup overzicht |
| Jaar                    | Ronde                   | Wed.                    | W                       | G                       | V                       | DV                      | DT                      | Kwal                    |
| ----------------------- | ----------------------- | ----------------------- | ----------------------- | ----------------------- | ----------------------- | ----------------------- | ----------------------- | ----------------------- |
| 1989                    | Niet gekwalificeerd     | Niet gekwalificeerd     | Niet gekwalificeerd     | Niet gekwalificeerd     | Niet gekwalificeerd     | Niet gekwalificeerd     | Niet gekwalificeerd     | Niet gekwalificeerd     |
| 1990                    | Niet gekwalificeerd     | Niet gekwalificeerd     | Niet gekwalificeerd     | Niet gekwalificeerd     | Niet gekwalificeerd     | Niet gekwalificeerd     | Niet gekwalificeerd     | Niet gekwalificeerd     |
| 1991                    | Niet gekwalificeerd     | Niet gekwalificeerd     | Niet gekwalificeerd     | Niet gekwalificeerd     | Niet gekwalificeerd     | Niet gekwalificeerd     | Niet gekwalificeerd     | Niet gekwalificeerd     |
| 1992                    | Niet gekwalificeerd     | Niet gekwalificeerd     | Niet gekwalificeerd     | Niet gekwalificeerd     | Niet gekwalificeerd     | Niet gekwalificeerd     | Niet gekwalificeerd     | Niet gekwalificeerd     |
| 1993                    | Niet gekwalificeerd     | Niet gekwalificeerd     | Niet gekwalificeerd     | Niet gekwalificeerd     | Niet gekwalificeerd     | Niet gekwalificeerd     | Niet gekwalificeerd     | Niet gekwalificeerd     |
| 1994                    | Niet gekwalificeerd     | Niet gekwalificeerd     | Niet gekwalificeerd     | Niet gekwalificeerd     | Niet gekwalificeerd     | Niet gekwalificeerd     | Niet gekwalificeerd     | Niet gekwalificeerd     |
| 1995                    | Groepsfase              | 3                       | 0                       | 0                       | 3                       | 2                       | 6                       | (Kwal.)                 |
| 1996                    | Niet gekwalificeerd     | Niet gekwalificeerd     | Niet gekwalificeerd     | Niet gekwalificeerd     | Niet gekwalificeerd     | Niet gekwalificeerd     | Niet gekwalificeerd     | Niet gekwalificeerd     |
| 1997                    | Niet gekwalificeerd     | Niet gekwalificeerd     | Niet gekwalificeerd     | Niet gekwalificeerd     | Niet gekwalificeerd     | Niet gekwalificeerd     | Niet gekwalificeerd     | Niet gekwalificeerd     |
| 1998                    | Niet gekwalificeerd     | Niet gekwalificeerd     | Niet gekwalificeerd     | Niet gekwalificeerd     | Niet gekwalificeerd     | Niet gekwalificeerd     | Niet gekwalificeerd     | Niet gekwalificeerd     |
| 1999                    | Trok zich terug         | Trok zich terug         | Trok zich terug         | Trok zich terug         | Trok zich terug         | Trok zich terug         | Trok zich terug         | Trok zich terug         |
| 2001                    | Geen deelname           | Geen deelname           | Geen deelname           | Geen deelname           | Geen deelname           | Geen deelname           | Geen deelname           | Geen deelname           |
| 2005                    | Niet gekwalificeerd     | Niet gekwalificeerd     | Niet gekwalificeerd     | Niet gekwalificeerd     | Niet gekwalificeerd     | Niet gekwalificeerd     | Niet gekwalificeerd     | Niet gekwalificeerd     |
| 2007−2010               | Geen deelname           | Geen deelname           | Geen deelname           | Geen deelname           | Geen deelname           | Geen deelname           | Geen deelname           | Geen deelname           |
| 2012                    | Groepsfase              | 3                       | 1                       | 0                       | 2                       | 4                       | 6                       | (Kwal.)                 |
| 2014                    | Groepsfase              | 3                       | 1                       | 1                       | 1                       | 7                       | 6                       | (Kwal.)                 |
| 2017                    | Derde                   | 2                       | 1                       | 1                       | 0                       | 2                       | 1                       | (Kwal.)                 |

## Huidige selectie
De volgende spelers werden opgenomen in de selectie voor de CONCACAF Gold Cup 2017.
Interlands en doelpunten bijgewerkt tot en met de groepswedstrijd tegen  Costa Rica (0–3) op 14 juli 2017.
| №           | Naam                    | Wed. | Dlpnt. | Club                |
| ----------- | ----------------------- | ---- | ------ | ------------------- |
| Doel        |                         |      |        |                     |
| 1           | Donovan Léon            | 13   | 0      | Stade Brestois      |
| 2           | Simon Lugier            | 0    | 0      | US Saint-Malo       |
| 3           | Jean-Banuel Petit-Homme | 0    | 0      | US de Matoury       |
| Verdediging |                         |      |        |                     |
| 5           | Anthony Soubervie       | 12   | 1      | FC Chambly          |
| 6           | Hugues Rosime           | 1    | 0      | US de Matoury       |
| 7           | Grégory Lescot          | 14   | 0      | FC Chartres         |
| 8           | Jean-David Legrand      | 16   | 1      | Stade Bordelais     |
| 9           | Inrick Baal             | 3    | 0      | Cayenne             |
| 10          | Marvin Torvic           | 27   | 1      | Campobasso          |
| 16          | Kévin Rimane            | 17   | 1      | Paris Saint-Germain |
| Middenveld  |                         |      |        |                     |
| 4           | Cédric Fabien           | 6    | 0      | Tarbes Pyrénées     |
| 11          | Loïc Baal               | 12   | 0      | ASM Belfort         |
| 12          | Marc Edwige             | 18   | 1      | Cayenne             |
| 13          | Florent Malouda         | 3    | 0      | Delhi Dynamos       |
| 14          | Miguel Haabo            | 11   | 1      | ASC Black Stars     |
| 15          | Ludovic Baal            | 12   | 3      | Stade Rennais       |
| Aanval      |                         |      |        |                     |
| 17          | Arnold Abelinti         | 7    | 3      | JA Drancy           |
| 18          | Roy Contout             | 16   | 4      | Renaissance Berkane |
| 19          | Sloan Privat            | 4    | 6      | EA Guingamp         |
| 20          | Schaquille Dutard       | 6    | 1      | EA Guingamp         |
| 21          | Rhudy Evens             | 42   | 6      | ASC Le Geldar       |
| 22          | Mickaël Solvi           | 14   | 3      | USL Montjoly        |
| 23          | Jules Haabo             | 1    | 0      | AS Étoile Matoury   |

## Vlag
In 2010 is door de departementale raad van Frans-Guyana de geel-groene vlag aangenomen als officiële vlag voor Frans-Guyana. Door de Franse regering is tegen de beslissing geprotesteerd, en is gesteld dat een departement alleen de Franse vlag mag voeren. In 2015 is de beslissing teruggedraaid, en is alleen de Franse vlag een officiële vlag. Deze beslissing geldt niet voor sportorganisaties of organisaties die niet tot de overheid behoren, en door het Frans-Guyaans voetbalelftal wordt de geel-groene vlag gebruikt.

1 CONCACAF-lid · 2 geassocieerd CAF-lid · 3 geassocieerd OFC-lid · 4 geassocieerd AFC-lid